# Mood Indigo
A Mood Indigo Duke Ellington egyik legismertebb, örökzöld, hanglemezen 1930-ban megjelent szerzeménye. A Mood Indigo dallama egy rádióadáshoz született 1930 októberében, és eredeti címe „Dreamy Blues” volt. Ez volt „az első dalom, amit kifejezetten mikrofonos felvételre írtam” − emlékezett vissza Ellington. Másnapra Irving Mills szöveget írt hozzá.
A fő témát Bigard egy New Orleans-i klarinéttanárától vette át, és „mexikói bluesnak” nevezte. 1930-ban a dalt még kétszer vették fel: Arthur Whetsel (trombita), Tricky Sam Nanton (harsona), Barney Bigard (klarinét), Duke Ellington (zongora), Fred Guy (bendzsó), Wellman Braud (basszusgitár), Sonny Greer (dob).

## Híres felvételek
- Frank Sinatra – In The Wee Small Hours (1955)
- Thelonious Monk – Thelonious Monk Plays Duke Ellington (1955)
- Nina Simone – Little Girl Blue (1959)
- Duke Ellington and Coleman Hawkins – Duke Ellington Meets Coleman Hawkins (1962)
- Louis Armstrong & Duke Ellington
- Dee Dee Bridgewater – Prelude to a Kiss: The Duke Ellington Album
- Anaïs Reno
- Jacqueline D. Tabor
- Barney Bigard
- Ella Fitzgerald
- Sant Andreu Jazz Band & Joe Magnarelli, Joana Casanova
- Elek István (szaxofonos)
- Annie Lennox
- Sarah Vaughan

## Film
- Mood Indigo
- Tucatnyi filmben szólal meg kisérőzeneként.[1]

## Idézet
„Chick... megismerkedik az elragadó Chloé-val és szárba szökken szerelmük Duke Ellington híres Mood Indigojának dallamaira.”

– Boris Vian: Tajtékos napok

## Fesztivál
Mood Indigo Fesztivál

## Könyv
- Boris Vian